# Грандв'ю (Вісконсин)
Грандв'ю (англ. Grandview) — місто (англ. town) в США, в окрузі Бейфілд штату Вісконсин. Населення — 508 осіб (2020).

## Демографія
Згідно з переписом 2010 року, у місті мешкало 468 осіб у 221 домогосподарстві у складі 141 родини. Було 587 помешкань
Расовий склад населення:
| - 96,2 % — білих - 1,3 % — корінних американців - 0,2 % — чорних або афроамериканців |

До двох чи більше рас належало 2,1 %. Частка іспаномовних становила 1,3 % від усіх жителів.
За віковим діапазоном населення розподілялося таким чином: 17,3 % — особи молодші 18 років, 56,4 % — особи у віці 18—64 років, 26,3 % — особи у віці 65 років та старші. Медіана віку мешканця становила 51,4 року. На 100 осіб жіночої статі у місті припадало 114,7 чоловіків;  на 100 жінок у віці від 18 років та старших — 121,1 чоловіків також старших 18 років.
Середній дохід на одне домашнє господарство  становив 56 614 долари США (медіана — 47 500), а середній дохід на одну сім'ю — 69 337 доларів (медіана — 52 396). Медіана доходів становила 53 750 доларів для чоловіків та 33 125 доларів для жінок. За межею бідності перебувало 11,8 % осіб, у тому числі 3,1 % дітей у віці до 18 років та 3,1 % осіб у віці 65 років та старших.
Цивільне працевлаштоване населення становило 191 особа. Основні галузі зайнятості: освіта, охорона здоров'я та соціальна допомога — 24,6 %, мистецтво, розваги та відпочинок — 22,0 %, фінанси, страхування та нерухомість — 10,5 %, науковці, спеціалісти, менеджери — 6,8 %.